# 蝌蚪寬杜父魚
蝌蚪寬杜父魚，為輻鰭魚綱鮋形目杜父魚亞目隱棘杜父魚科的其中一種，為深海魚類，分布於北太平洋日本至阿拉斯加海域，棲息深度14-400公尺，體長可達39公分，棲息在底層水域，生活習性不明。